# Cosmoscarta pulchella
Cosmoscarta pulchella är en insektsart som beskrevs av Butler 1874. Cosmoscarta pulchella ingår i släktet Cosmoscarta och familjen spottstritar. Inga underarter finns listade i Catalogue of Life.